# 岸本卓也
岸本 卓也（きしもと たくや、1985年5月7日 - ）は、日本の俳優。兵庫県出身。株式会社Toki Entertainmentに所属。
2021年12月31日を以って独立。

## 略歴
2011年4月、ミュージカル テニスの王子様 2nd season 青学vs聖ルドルフ・山吹公演にて亜久津仁役で本格的にデビュー。その後舞台を中心に活動中。
アニモプロデュースが企画するユニット「雲水」のメンバーでもある。

## 人物
- 兵庫県神戸市出身、報徳学園高校卒業。[2]
- 2006年よりモデルを中心に活動。「ミュージカル テニスの王子様」出演以降、フリーでの活動期間を経て、株式会社Toki Entertainmentに所属し現在に至る[3]。2021年12月31日を以って独立し、株式会社Toki Entertainmentとは業務提携の形を取っている。[4]
- 好きな食べ物はカレーうどん、辛い食べ物[5]。
- 憧れの人物はオダギリジョー[5]。
- 好きな調味料はポン酢

## 出演

### 舞台
太字は主演。
- D'TOT 1st act「FROG-新撰組　Jade Keeper」（2010年、新宿スペース107） - 永倉新八 役
- ミュージカル・テニスの王子様2ndシーズン - 亜久津仁 役
  - 青学vs聖ルドルフ・山吹（2011年4月8日 - 5月15日、TOKYO DOME CITY HALL / 大阪メルパルクホール）
  - 青学vs四天宝寺（2013年、日本青年館 大ホール / TOKYO DOME CITY HALL / 大阪メルパルクホール / 日本特殊陶業市民会館 ビレッジホール / 名取市文化会館 大ホール / キャナルシティ劇場）
  - 春の大運動会（2014年4月26日、横浜アリーナ）
  - Dream Live2014（2014年、神戸ワールド記念ホール / さいたまスーパーアリーナ）
  - 全国大会 青学vs立海（2014年、TOKYO DOME CITY HALL / 大阪メルパルクホール / 名取市文化会館 大ホール / 福岡サンパレス / 日本特殊陶業市民会館 フォレストホール）
  - Dream Live2017（2017年、横浜アリーナ） - ゲスト出演
- 演劇集団イヌッコロ第3回公演「ギャングアワー」（2011年、劇場MOMO） - 大崎 役
- FLYING PANCAKE（2012年、中目黒キンケロシアター） - ゴースト 役
- 男子ing!!（2012年、SPACE107） - 佐藤先生 役
- 逆境ナイン（2012年、シアターグリーンBIG TREE THEATER） - 日替わりゲスト
- キタムラ印プロデュース公演#2「MARIONETTES-マリオネッツ-」（2013年、中目黒キンケロシアター） - 山ノ内ゲン 役
- のぶニャがの野望（2013年、六行会ホール） - まえニャ利家 役
- 演劇集団イヌッコロ第8回公演「ハッピーハードラック」（2014年、テアトルBONBON） - 加藤 / 大崎 役
- エビス駅前バープロデュース「ふりむかないで」（2014年、エビス駅前バー） - 真瀬温 役
- 鬼切丸（2015年、あうるすぽっと）  - 宗賢 役
- グッドファザー（2015年、笹塚ファクトリー） - 黒龍辰樹 役
- 劇団たいしゅう小説家Presents「げんせんじゃ～」（2015年、萬劇場） - 有馬正 役
- STORM LOVER 波打ち際の王子SUMMER　改(かい)！（2015年、CBGK!!シブゲキ） - 辰原奏矢 役
- アンソロジー この歌にねがゐをこめて（2015年、笹塚ファクトリー） - 武心 役
- 朗読劇「魅惑のチェーホフ」Bチーム（2015年、DDD AOYAM CROSS THEATER）
- 100点アンチョイス「ひまわり」（2015年、中目黒キンケロシアター） - 日替わりゲスト
- good morning №5「世界征服ナイト」（2015年、OFFOFFシアター） - 銀次 役
- 時の流れは加速する。（2015年、シアターグリーンBOXinBOX Theater）
- ミキシングレディオ（2015年、シアターKASSAI / 大阪市立芸術創造館） - 柿ノ木雅春 役
- 軽くフィクション（2016年、ザ・ポケット） - 浅海優作 役（ダブル主演）
- Rejet Fes.2016限定ミュージカル「妖かし村正 地獄変」（2016年2月13日・14日、東京国際フォーラム） - 石川五右衛門 役[6]
- 人間風車（2016年、六行会ホール）
- THE STAGE「カーニヴァル」始まりの輪舞曲（2016年5月20日 - 29日、あうるすぽっと） - 平門 役[7]
- 「戦国無双」四国遠征の章（2016年6月29日 - 7月4日、AiiA 2.5 Theater Tokyo） - 加藤清正 役[8]
- 「K-Lost Small World-」（2016年7月22日 - 24日、AiiA 2.5 Theater Tokyo / 2016年7月30日・31日、京都劇場） - 塩津元 役 [9]
- コウの花嫁（2016年、全労済ホール スペース・ゼロ） - カルラ 役
- プリンス・オブ・ストライド THE LIVE STAGE - 支倉ヒース 役[10]
  - Episode1（2016年12月9日 - 12月14日、シアター1010 / 2016年12月23日 - 12月25日、森ノ宮ピロティホール）
  - Episode2（2017年4月22日 - 4月30日、シアター1010 / 2017年5月5日 - 5月7日、森ノ宮ピロティホール）
  - Episode3（2017年6月17日 - 6月25日、シアター1010 / 2017年6月30日 - 7月2日、森ノ宮ピロティホール）
  - Episode4（2017年8月14日 - 8月20日、シアター1010 / 2017年8月25日 - 8月27日、豊中市立文化芸術センター 大ホール）
  - Episode5（2018年5月31日 - 6月4日、シアター1010 / 2018年6月15日 - 6月17日、森ノ宮ピロティホール）
- PREMIUM 3D MUSICAL「英雄伝説 閃の軌跡」（2017年、Zeppブルーシアター六本木） - ガイウス・ウォーゼル 役
- The Red Moon Night～月が飛ぶ夜～（2017年、新宿村LIVE） - カラシ 役
- 劇団シャイニング from うたの☆プリンスさまっ♪
  - マスカレイドミラージュ（2017年9月28日 - 10月1日、AiiA 2.5 Theater Tokyo / 10月5日 - 8日、新神戸オリエンタル劇場）  - スペンス 役[11]
  - BLOODY SHADOWS（2020年11月5日 - 8日、シアター1010 / 11月19日 - 23日、COOL JAPAN PARK OSAKA WWホール） - ジョナサン 役[12]
- Team Unsui 第1回公演「レンコン」（2017年10月25日 - 29日、新宿シアターモリエール） - 北本伸介 役
- ピッッツァ☆（2017年12月23日 - 30日、シアターサンモール） - 喜下久道 役[13]
- アイ★チュウ ザ・ステージ - 若王子楽 役
  - Stairway to Etoile 2018（2018年2月23日 - 3月1日、サンシャイン劇場）
  - Live!!アイ★チュウ ザ・ステージ～les quatre saisons～（2018年7月16日、東京国際フォーラム）
  - Rose Écarlate（2019年4月21日 - 4月29日、シアター1010 / 2019年5月10日 - 5月12日、サンケイホールブリーゼ）※日替わりゲスト 4月22日出演
  - Rose Écarlate deux（2019年10月10日 - 10月15日、シアター1010）※日替わりゲスト 10月14日出演
  - Le musee tricolore（2022年5月19日 - 23日、シアター1010）[14]
  - Persona / Bal masque（2025年8月20日 - 24日〈予定〉、ところざわサクラタウン）[15]
- 舞台「戦刻ナイトブラッド」（2018年8月16日 - 8月26日、天王洲 銀河劇場） - 柴田勝家 役[16]
- ポセイドンの孫とYシャツと私（2018年8月27日・28日、上野ストアハウス）※日替わりゲスト[17]
- スペーストラべロイド - 玉地 役（2018年10月2日 - 10月8日、上野ストアハウス）[18]
- Team Unsui 第2回公演「カプセル」（2018年12月13日 - 12月24日、新宿シアターモリエール） - 時田 役
- OUT OF FOCUS！（2019年2月9日 - 2月17日、シアターサンモール） - 酒井好人 役[19]
- Act of CTHULHU “HOPELESS”（2019年4月3日 - 4月9日、築地本願寺ブティストホール） - 主演[20]
- 劇団ToyLateLie第8回本公演「俺はヤンキーになりたかった。」（2019年5月15日 - 5月19日、新宿村LIVE） - 榊原鉄男 役
- Team Unsui 第3回公演「ジャンプ」（2019年11月1日 - 11月10日、赤坂RED/THEATER） - 浦本 役
- 舞台『弱虫ペダル』 新インターハイ篇FINAL～POWER OF BIKE～（2020年2月21日 - 23日、天王洲 銀河劇場 / 2月27日 - 29日、大阪メルパルクホール） - 銅橋正清 役
- スペーストラベロイド（2020年8月26日 - 30日、赤坂RED/THEATER） - 土田 役[21]
- Team Unsui 第4回公演「パレード」（2020年10月4日 - 11日、赤坂RED/THEATER） - テオ・ショコラータ 役
- 家庭教師ヒットマンREBORN! the STAGE - γ 役
  - -episode of FUTURE- 前編（2021年7月16日 - 22日、天王洲 銀河劇場 / 8月6日 - 8日、サンケイホールブリーゼ）
  - -episode of FUTURE- 後編（2021年7月28日 - 8月1日、天王洲 銀河劇場）※映像出演
- 遠慮ガチナ殺人鬼（2021年6月9日 - 14日、シアターグリーン BIG TREE THEATER）[22]
- 舞台「灼熱カバディ」（2022年2月18日 - 27日、シアター1010）- 伴伸賢 役[23]
- Team Unsui 第6回公演「ハイシン」（2024年9月26日 - 29日、ザ・ポケット）[24]

### 映画
- うた魂（2008年） - 生徒 役
- 純喫茶磯辺（2008年） - 客 役
- 雨音（2010年） - 義男 役
- BABEL LABEL 短編映画「FALLING SLOWLY」（2013年） - 主演
- 一瞬と永遠（2015年） - 神田裕也 役
- ドクムシ（2016年） - 刑事 役
- 普通じゃない職業（2017年） - タロー 役
- 「お江戸のキャンディー2」ロワゾー・ドゥ・パラディ篇（2017年） - 高樹町男 役
- 日陰に唄えば（2021年） - 主演

### CM
- 「JT ひとつずつですが、未来へ。」大人のたしなみ方篇（2016年 - 2018年）

### テレビ
- 「スタイルコレクション」（2010年、あさひテレビ）
- 「オヤノカオ」（2010年、テレビ朝日）
- 韓国アイドルバラエティー「韓バラ」（2014年、TOKYO MX）
- 幸せ追求バラエティ「金曜日の聞きたい女たち」（2016年、フジテレビ） - 再現ドラマレギュラー出演
- カンニングのDAI☆安吉日！（2017年9月17日放送分、BSフジ）
- たびメイト（2018年10月3日-2018年12月26日、TOKYO MX / Section3にて出演）[25]

### ラジオ
- 雲水の今晩どうしましょう!?（2016年 - 、超!A&G+）
- 岸本卓也の脱出ラジオ 百問百答（2018年10月、マンガParkアプリ内）